# Mamut cesarski
Mamut cesarski − wymarły ssak z rodziny słoniowatych, należący do przedstawicieli plejstoceńskiej megafauny. Opisywany był w dawniejszej literaturze, a także w niektórych współczesnych źródłach jako oddzielny gatunek. Obecnie przeważa jednak pogląd, że był to podgatunek mamuta kolumbijskiego . Według paleontologów pojawił się w Ameryce Północnej około 1,2 mln lat temu.